# ФК Вадо
ФК Вадо (на италиански: Football Club Vado) е първият футболен отбор на град Вадо Лигуре от провинция Савона.
Основан е през 1913 година и е първият носител на Купата на Италия.

## История
Основан през 1913 година от група атлети в град Вадо Лигуре като Спортно дружество футболен клуб Вадо. Цветовете на фланелката – синьо и червено, са избрани в чест на Дженоа.
От 1913 до 1918 година участва в регионалните първенства и купи, а от 1918 до 1921 се състезава в третата футболна дивизия.
През 1922 година печели първият турнир за Купата на Италия по футбол, побеждавайки съответно Фиоренте Генова с 4:3 (след продължения), Моласана с 5:1, Ювентус Италия (Милано) с 2:0, Про Ливорно с 1:0 (1/4-финал) и Либертас (Флоренция) с 1:0 (полуфинал). На финала след продължения и гол в 118-а минута на Леврато печели трофея с 1:0 срещу Удинезе.
От 1932 до 1935 година играе в Първа регионална дивизия. През 1936/37 до 1940/41 се състезава в група Д на Серия Ц, след което изпада в Първа регионална дивизия. Най-доброто постижение в Серия Ц през този период е 7-о място през 1938/39.
След Втората световна война участва 3 години във вътрешнорегионалната лига Лигурия-Пиемонт. През 1954 година печели участие в четвърта дивизия и печели регионалния шампионат на Промоционе. Остава там до 1959.
От 1960 до 1978 се състезава в регионалния шампионат Промоционе. През 1981 година го печели и отново влиза в четвърта дивизия.
През сезон 2007/08 се състезава в група А на Серия Д заедно с други някогашни славни отбори като Казале и Новезе, шампиони съответно през сезони 1913/14 и 1921/22. В края на сезона изпада.
През 2008/09 се състезава в регионалната лига Ечеленца – шесто ниво на италианския футбол, състоящо се от общо 28 дивизии, разделени по географски принцип. Представянето на отбора е скромно и завършва на 14-о място. Има равен брой точки с Бусала, но по-добра голова разлика и едва 5 спечели мача от общо 30. На 9 май Вадо играе мач за оставане и губи с 0:1 като по този начин изпада в Промоционе – група Лигурия (7 ниво на италианския футбол). Още през следващия сезон завършва на 1-во място в своята група и се завръща в Ечеленца. Следващите 2 сезона клубът прогресира и завършва съответно на 7-о и 3-то място. През 2012 – 13 Вадо завършва на първо място в Ечеленца-Лигурия и влиза в Серия Д.

## Стадион
Отборът играе домакинските си срещи на стадион „Феручио Китолина“ с капацитет 2000 седящи места, изцяло покрити с козирка. Игрището е от естествена трева, а стадионът има и лекоатлетическа писта. Целият спортен комплекс се поддържа от ФК Вадо и има възможност да се провеждат концерти или лекоатлетически състезания на него.

## Успехи
Купа на Италия
- Носител (1): 1922